# Bawang goreng
Le bawang goreng est un condiment indonésien constitué d'échalotes frites et comparable aux oignons frits.

## Ingrédients
Comparée à l'oignon, l'échalote est plus petite et a une couleur plus intense, un rouge violacé, et est localement connue sous le nom de bawang merah (littéralement « oignon rouge »), goreng signifiant « frit » et se retrouvant dans le nom de plusieurs plats indonésiens : ayam goreng (poulet frit), ikan goreng (poisson frit), mie goreng (nouilles frites), nasi goreng (riz frit), tahu goreng (tofu frit).

Préparation du bawang goreng
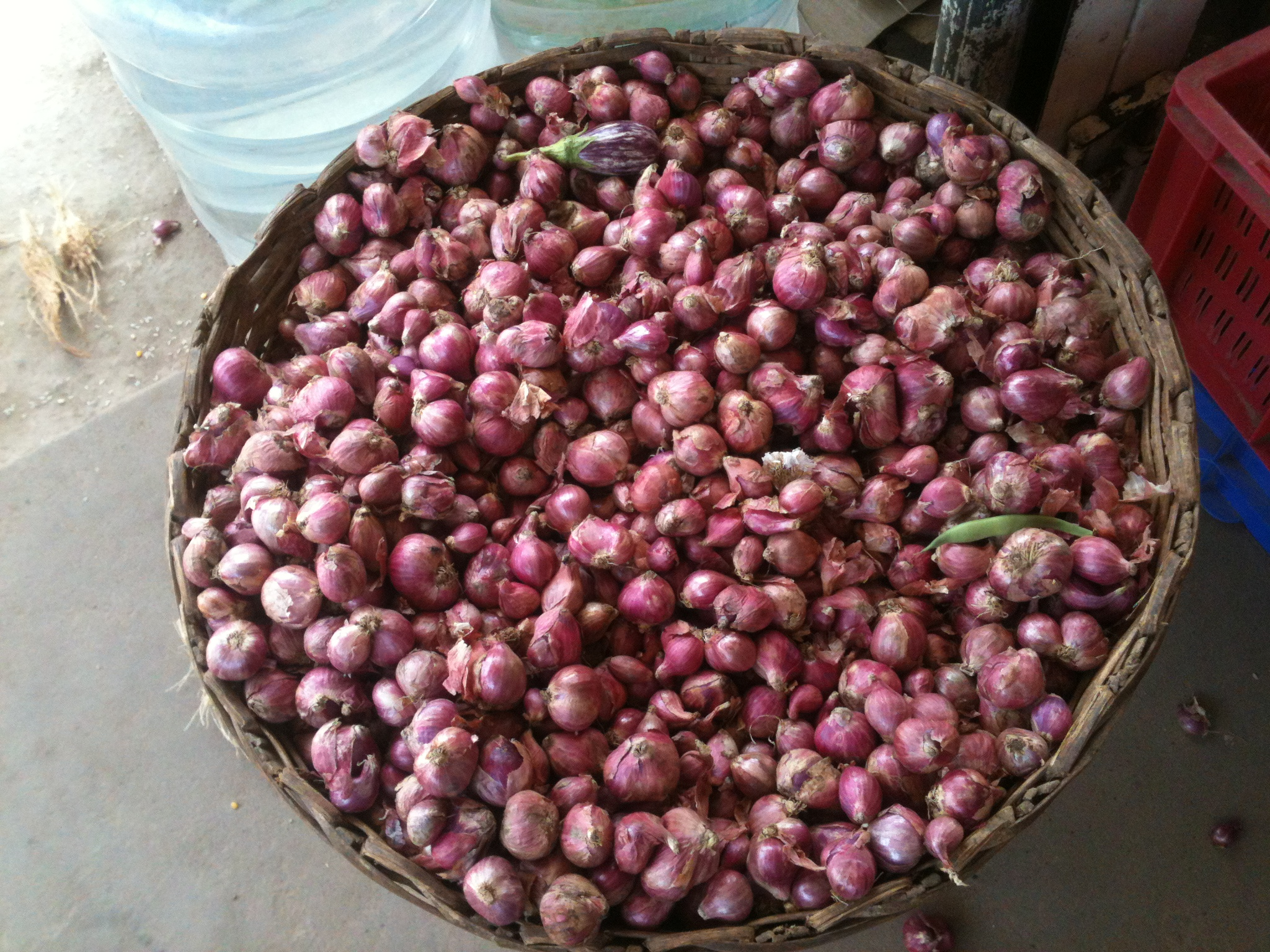
Échalotes en vente sur un marché local d'Inde du Sud.
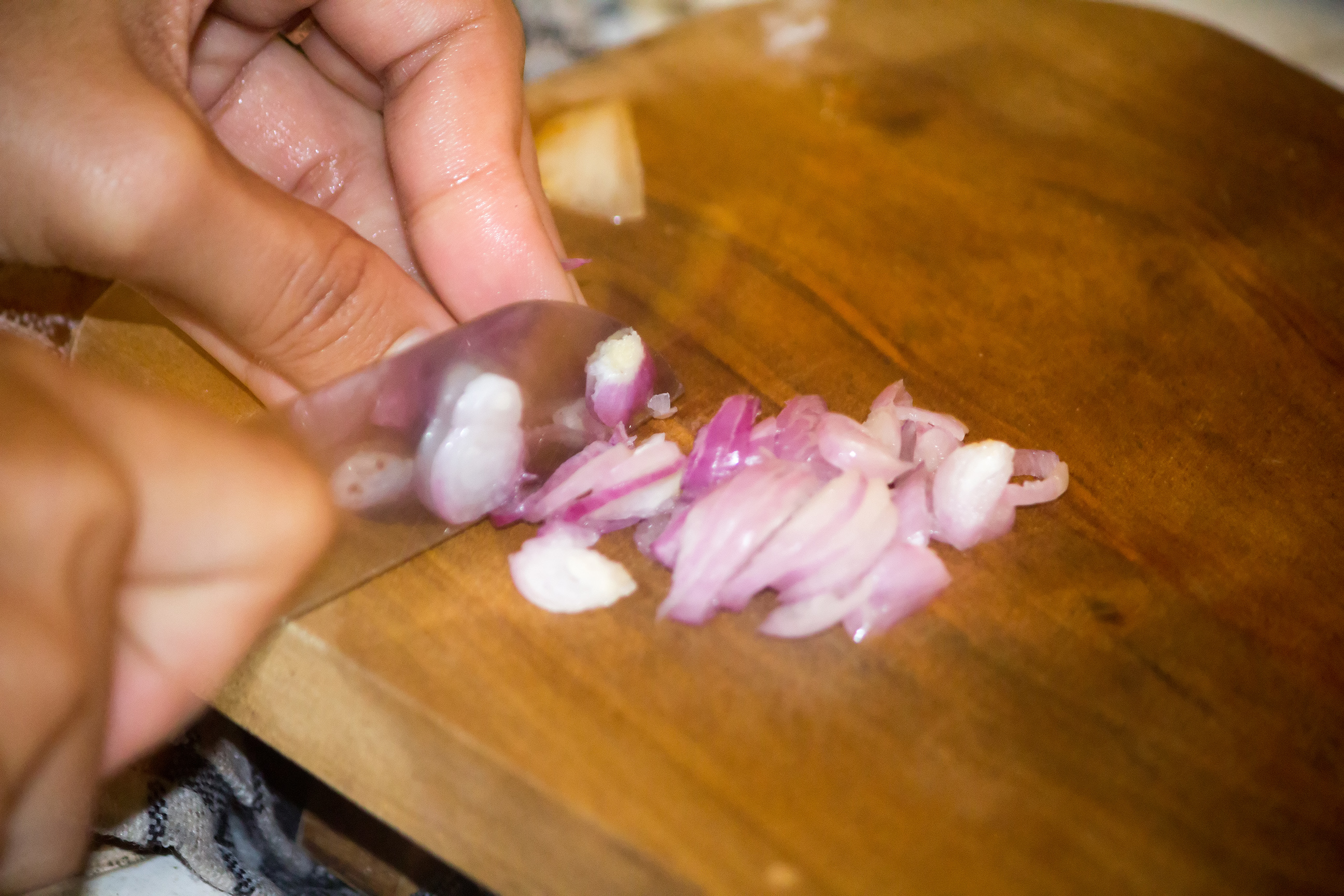
Couper finement les échalotes pour qu'une fois coupées elles aient la même épaisseur[2].
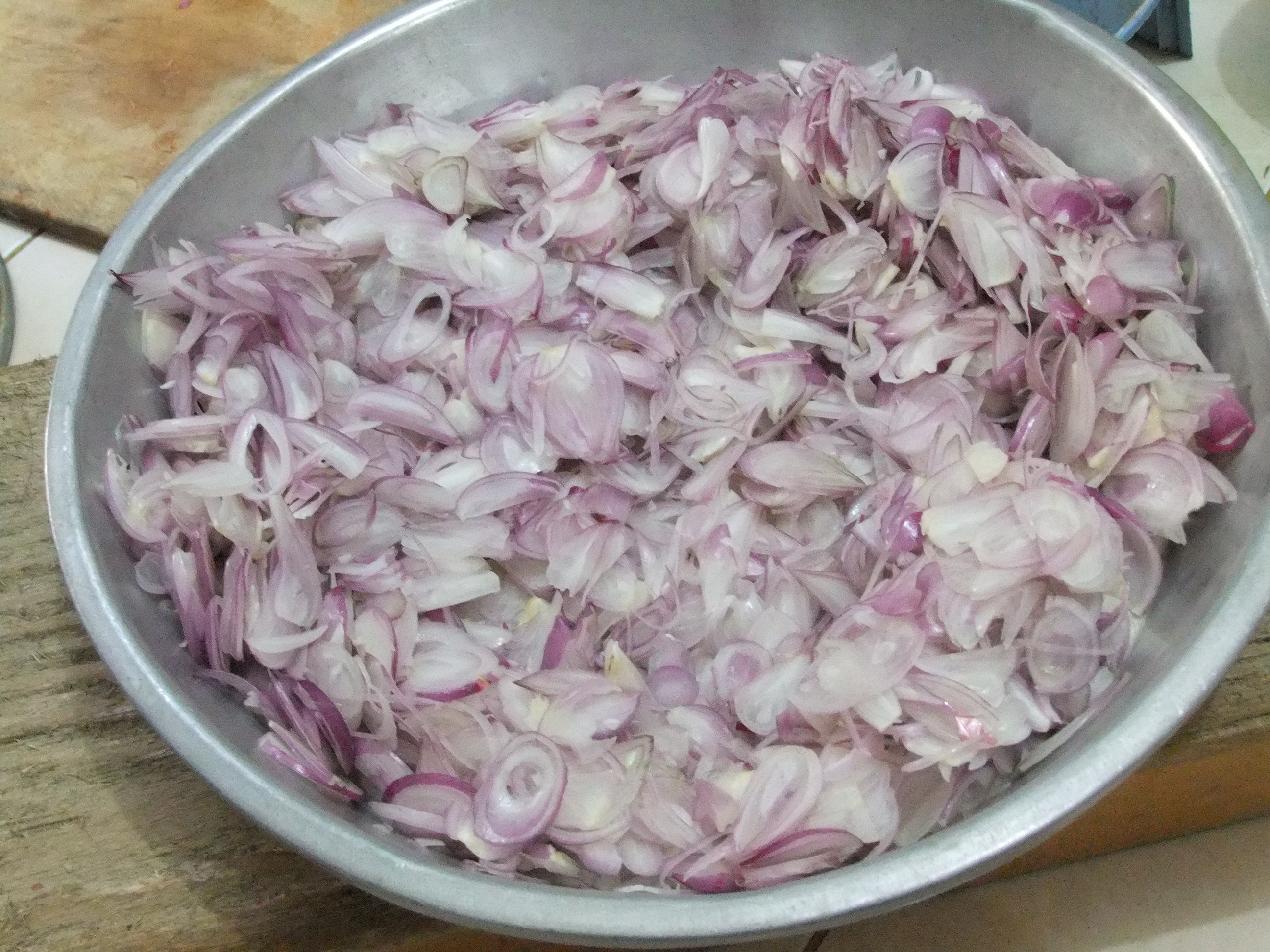
Échalotes prêtes à être frites. Il est préférable de disposer d'un thermomètre pour les réussir[3].
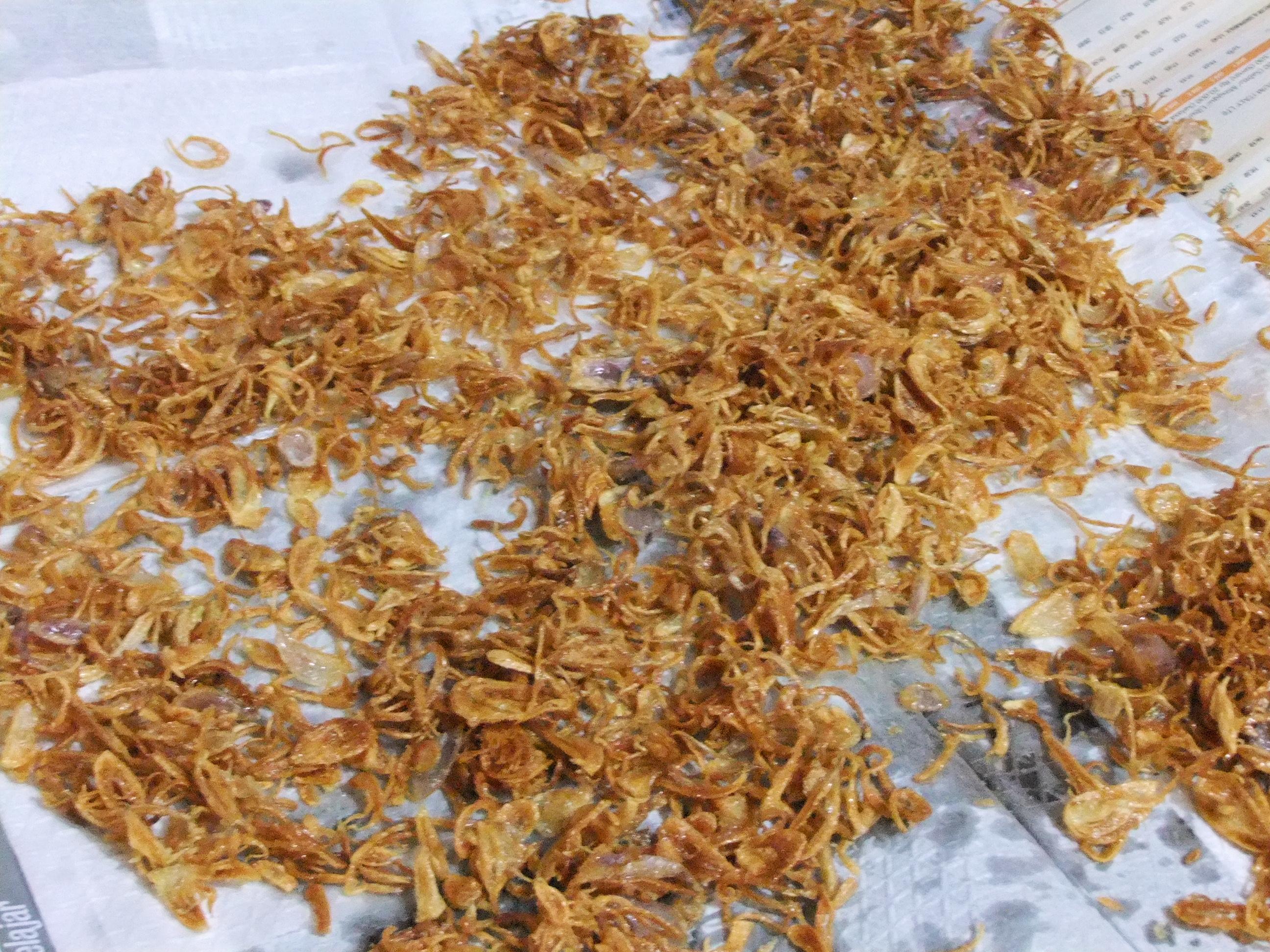
Échalotes prêtes à servir.
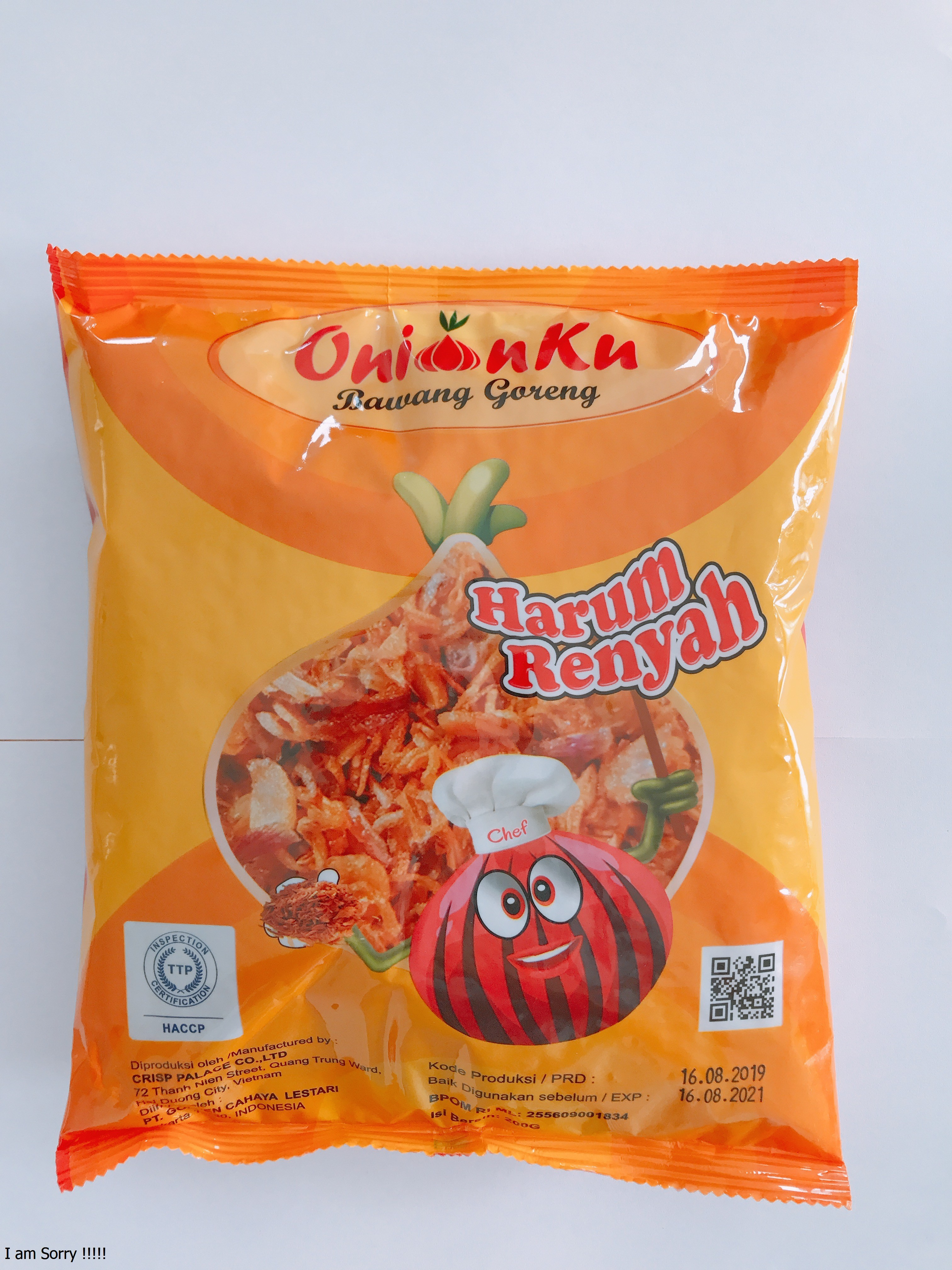
Bawang goreng en vente en grande surface.

## Utilisations

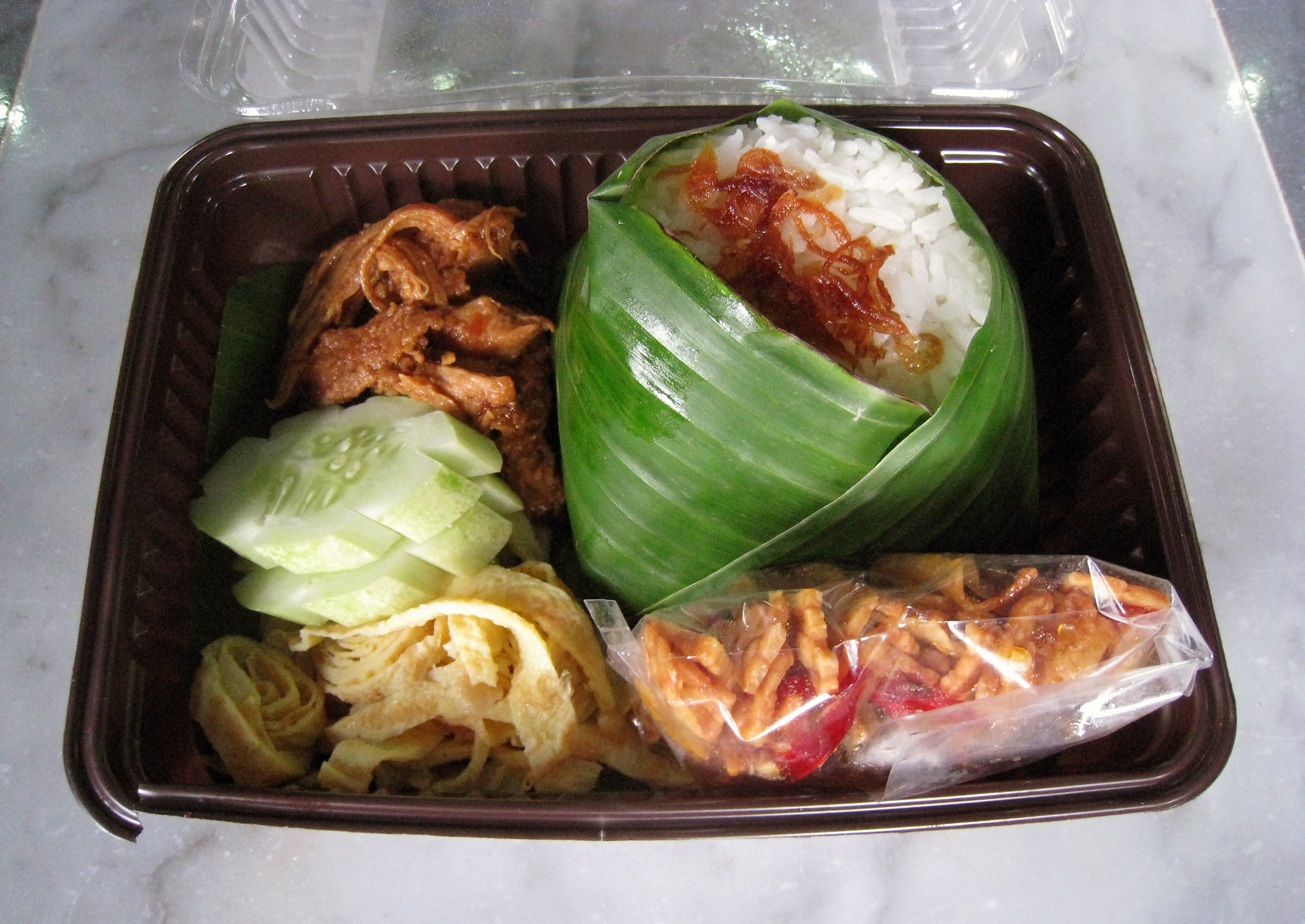
Bawang goreng sur un nasi uduk (un riz à la noix de coco) enveloppé dans une feuille de bananier, et servi avec des morceaux d'omelette (indonésien : telur dadar), un tempe orek et de l'ayam suwir (poulet haché).
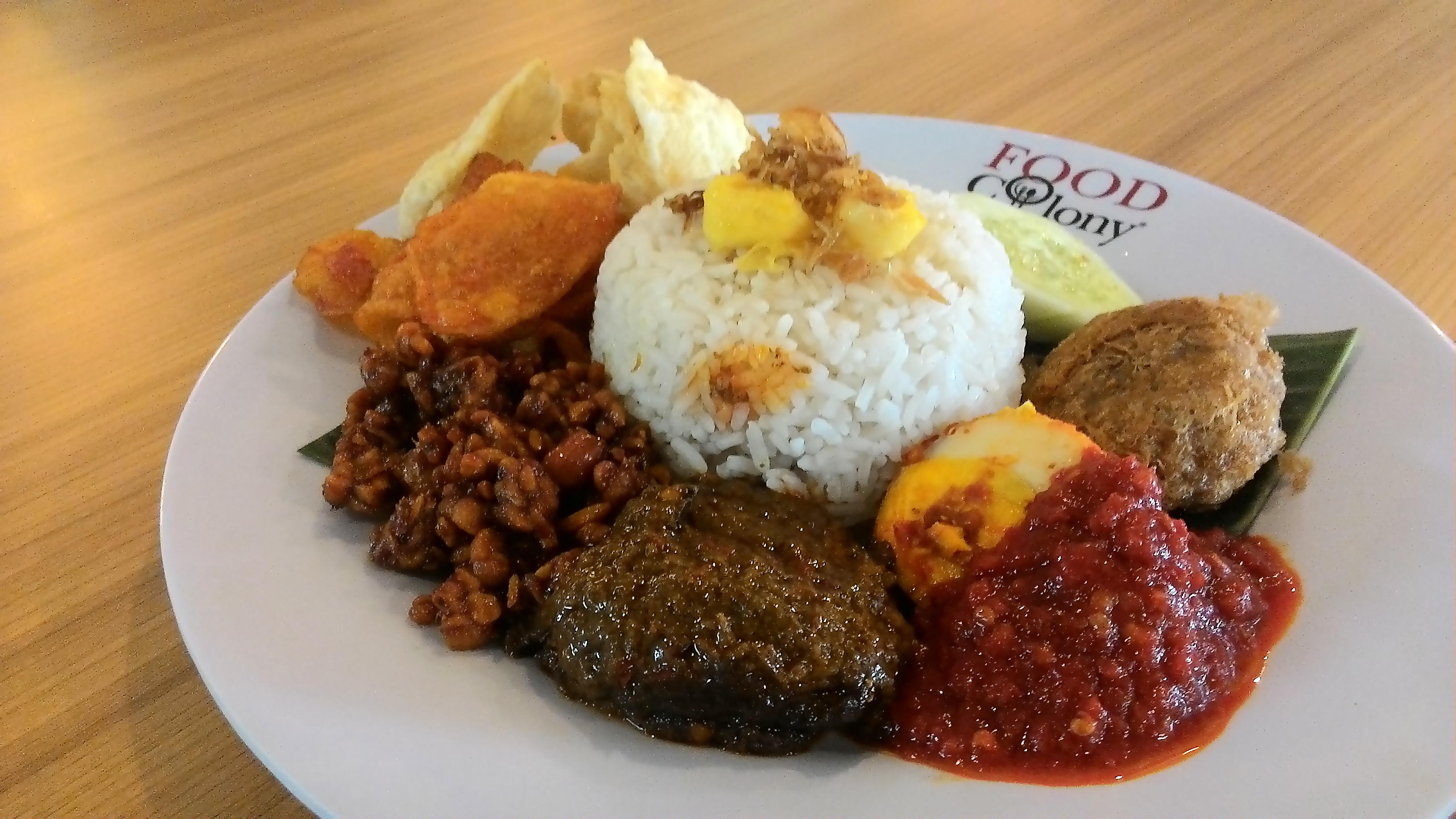
Bawang goreng sur un nasi lemak avec des emping, des perkedel kentang (boulettes de pomme de terre), de l'œuf avec une sauce pimentée, de la viande de bœuf, des kripik kentang, du tempe orek.
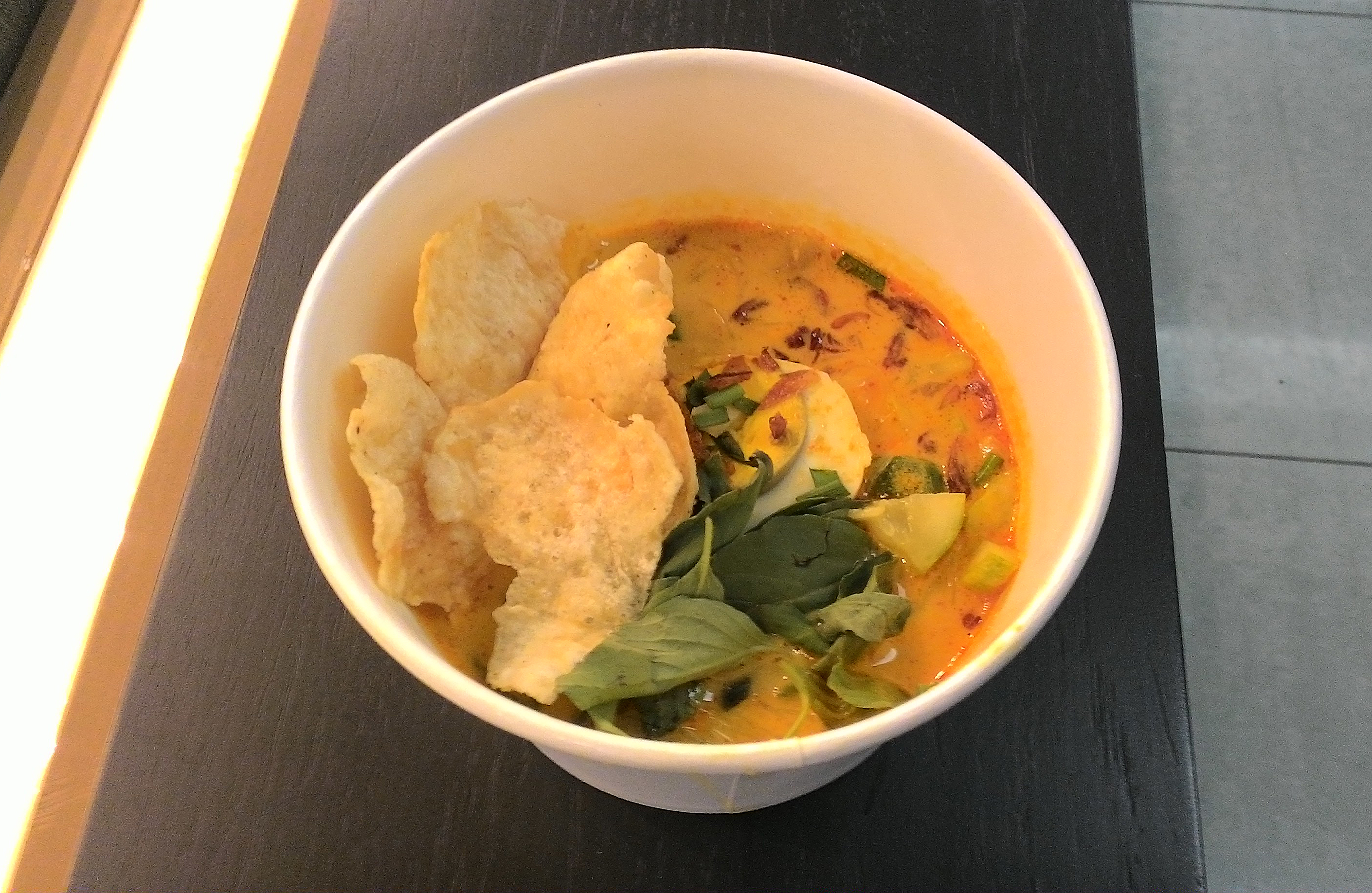
Bawang goreng sur une laksa betawi.
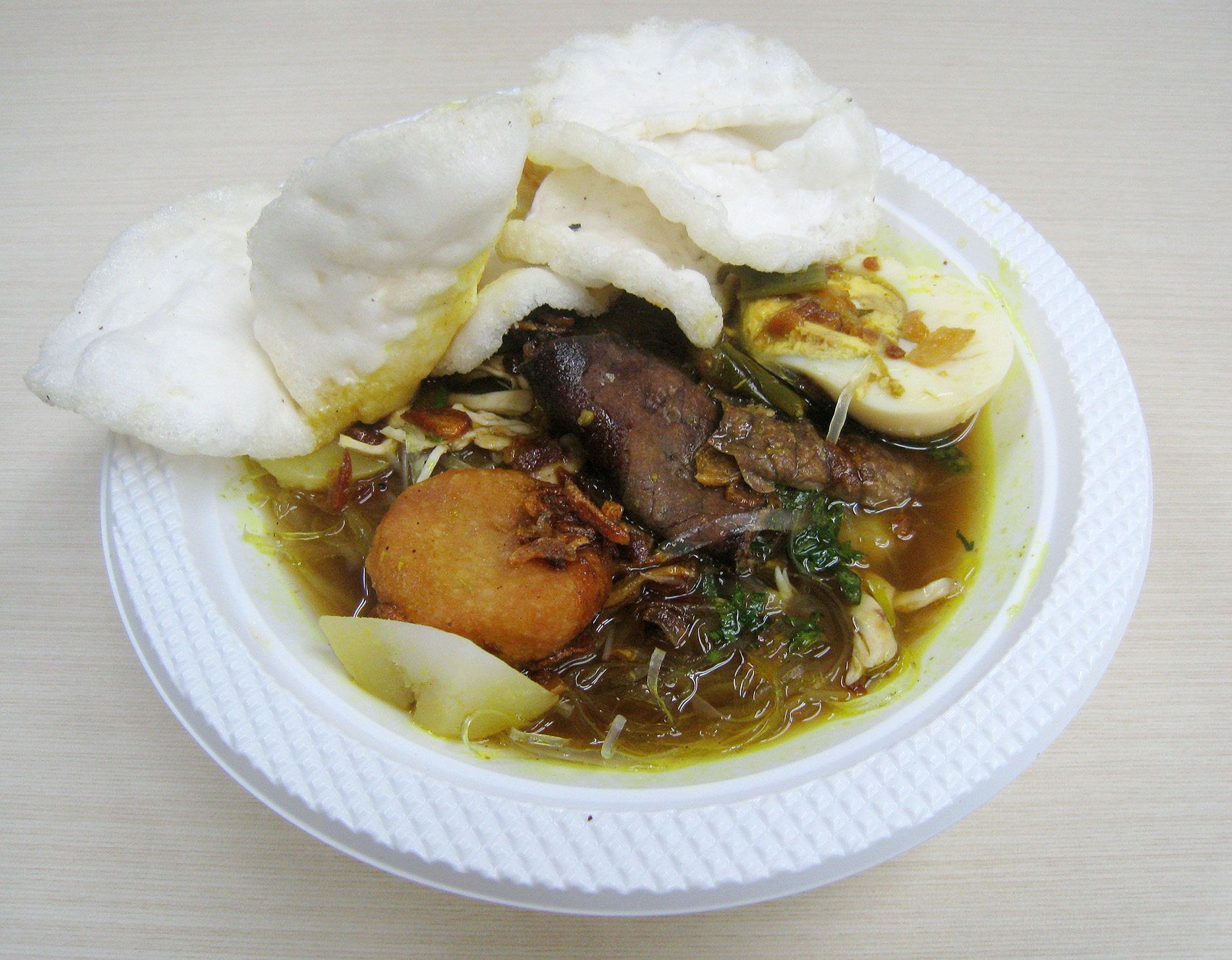
Bawang goreng sur une soto banjar, spécialité de la ville de Banjarmasin : bouillon épicé et vermicelles de riz, lontong (riz compressé), perkedel, du poumon de bœuf frit, de l'œuf, du krupuk.
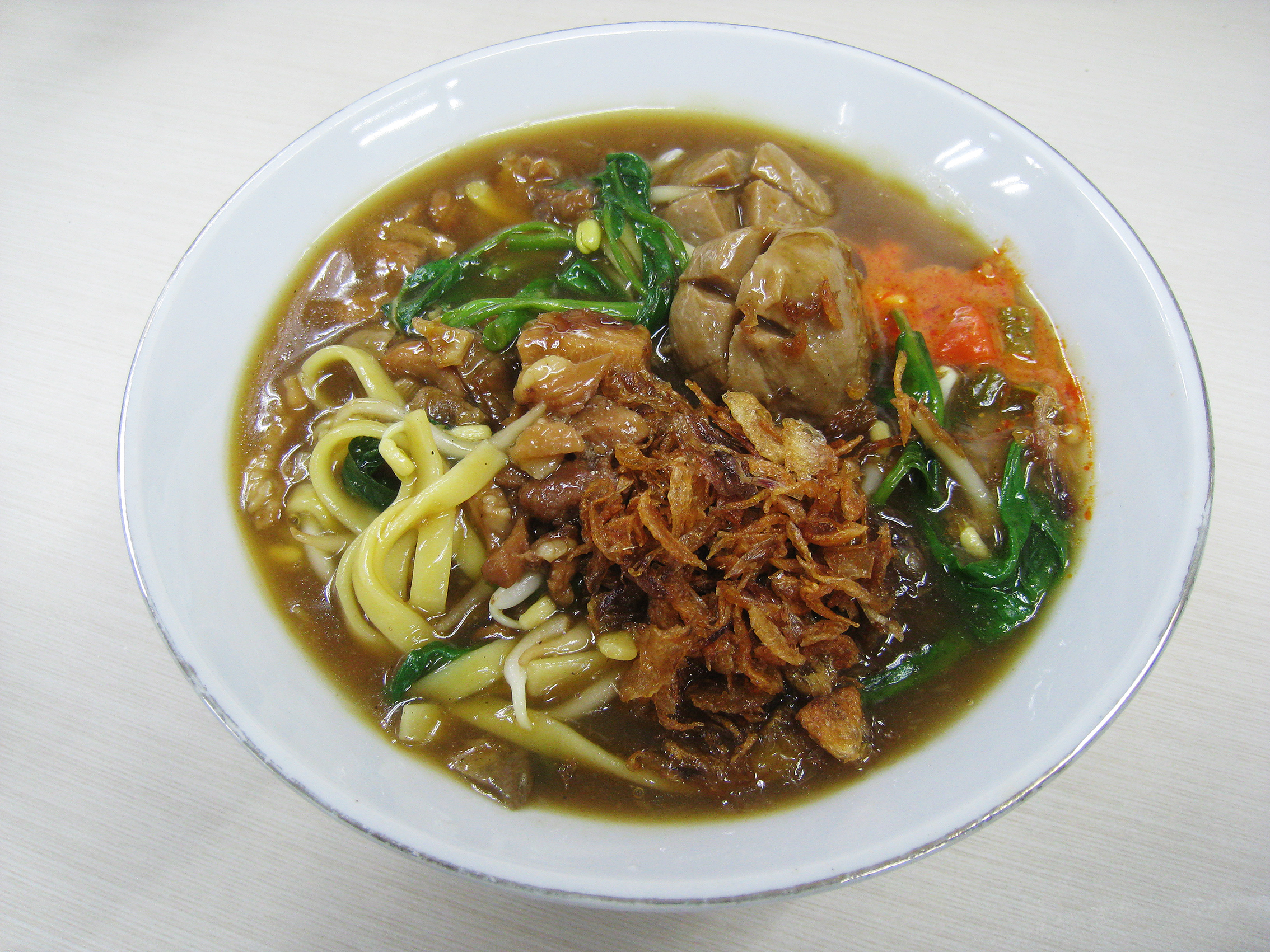
Bawang goreng sur une mie kangkung (soupe de nouilles et de légumes).